# 愛知県立明和高等学校
愛知県立明和高等学校（あいちけんりつ めいわこうとうがっこう, 英: Aichi Prefectural Meiwa High School）は、愛知県名古屋市東区白壁に所在する県立の高等学校。通称「明和（めいわ）」。
尾張藩の藩校である明倫堂の流れをくむ。1900年（明治33年）創立。

## 概要

### 歴史
1749年（寛延2年）創設の「学問所」、1783年（天明3年）尾張藩創設の藩校「明倫堂」の流れをくむ旧制中学校「明倫中学校」を前身とする。1948年（昭和23年）の学制改革により、新制高等学校「愛知県立明倫高等学校」（男子校）となった後すぐに、高等女学校を前身とする「愛知県立第一女子高等学校」と統合され、現校名となった。なお校名「明和」の由来は、旧制・明倫の「明」と第一高等女学校の同窓会「和楽会」の「和」を組み合わせたものである。

### 設置課程・学科
全日制課程：2学科
1学年あたりの定員：9学級360名。
- 普通科 - 8学級320名、高校3年次に文理選択が行われ、例年文系3 - 4学級、理系4 - 5学級に分かれる。
- 音楽科 - 1学級40名。

定時制課程：1学科
- 普通科（夜間）

### 校地
校地は尾張藩家老・成瀬隼人正の中屋敷跡、旧愛知一中（現愛知県立旭丘高校）、旧愛知県立第一高女（前身校のひとつ）跡にある。

### 教育目標
「広い視野からものを考え、自主的精神に満ち、自律的に生活できる、心身ともに健康にして情操豊かな国民の育成を期する」者を育成するために
1. 広く学び、深く考える態度を培い、純真な感性を養う。
2. 強い克己心を持ち、社会的存在としての自己の責任を自覚し、遂行できる能力を養う。
3. 自己の特性を自覚し、自発的に学習できる態度を育てる。
4. 自ら身体を鍛え、生命を尊ぶとともに、たくましく生き抜く気力を養う。
5. 親和と友愛を持って敬信・慈愛の気溢れる学校生活の実現に努める。

なお、明確な「校訓」というものが存在しない。

### 校歌
作詞は深尾須磨子、作曲は中田喜直による。歌詞は3番まであり、各番に校名の「明和」が登場する。これとは別に応援歌なるものも存在する。

### 制服
- 全日制課程- 2024年度に全日制の制服について大きな改正がなされ、入学式・卒業式・始業式・終業式等、公の行事では、標準服を着用、普段の学校生活では標準服または学校生活に適する私服を着用するとされている。また、標準服とは明和高校指定の「詰襟学生服」「セーラー服」「明和ブレザー」のことを指す。[3] 2023年度以前は、男子冬服は黒の詰襟学生服（学ラン）、女子冬服は太い一本ラインが県一高女時代の名残であるセーラー服を着用することが定められていた。
- 定時制課程 - なし。

### 授業・教育課程など

#### 全日制課程
2学期制。夏休みはあるが、秋休みはない。2008年（平成20年）度から全授業50分授業となり、火・木・金の3日が6時間、月・水の2日が7時間。
2006年（平成18年）度よりクーラーが設置され、毎年7月初旬から始動される（設定温度は28度）。それに伴い全学年で長期休暇中に任意の「学力補充講座」が開くことが出来るようになった。
土日祝日、長期休暇中などは軽装（私服）で登校する生徒が多い。
体育の授業では毎回「明和体操」を行う。

#### 定時制課程
3学期制。夜間定時制で45分授業の4時間。最初に給食（夕食）があり、食堂で食べる。
修業年限は4年であるが、通信制課程を設置している高校で合わせて併修（定通併修）したり、高校卒業程度認定試験を利用したりすることによって、全日制課程と同じように3年で卒業することもできる。

## 沿革

### 藩校明倫堂・明倫中学校・明倫高等学校（男子校）
- 1749年（寛延2年）11月15日 - 徳川宗勝、「学問所」を創設する。
- 1783年（天明3年）5月1日 - 徳川宗睦、「明倫堂」を創設し細井平洲を初代督学（校長）とする。
- 1869年（明治2年） - 明倫堂の呼称を改め、単に「学校」と称する。
- 1871年（明治4年）10月10日 - 明倫堂聖堂が売却される。
- 1889年（明治22年）- 「武揚学校」が開校（詳細不明）。
- 1899年（明治32年）11月20日 - 私立明倫中学校の設立が認可される。初代校主は徳川義礼。
- 1900年（明治33年）4月1日 - 「私立明倫中学校」が開校。初代校長は海部昂蔵。修業年限を5年、入学資格を12歳以上の高等小学校2年修了者とする。
- 1908年（明治41年）4月1日 - 小学校令の改正により、入学資格を12歳以上の尋常小学校（6年）卒業者とする（尋常小学校の課程が2年延長されたため）。
- 1919年（大正8年）2月21日 - 愛知県へ移管され、「愛知県立明倫中学校」と改称。
- 1922年（大正11年）5月1日 - 「愛知県明倫中学校」に改称（「立」が除かれる）。
- 1921年（大正10年）8月 - 第7回全国中等学校優勝野球大会（夏の甲子園大会の前身）に出場。
- 1934年（昭和9年）4月1日 - 夜間中学校（夜間定時制の前身）を設置。
- 1941年（昭和16年）4月1日 - 国民学校令の施行により、入学資格を12歳以上の国民学校初等科修了者とする。
- 1943年（昭和18年）4月1日 - 中等学校令の施行により、この時の入学生から修業年限を従来の5年から4年に短縮する。
- 1945年（昭和20年）
  - 3月 - 5年生（1940年（昭和15年）入学生）と4年生（1941年（昭和16年）入学生）の合同卒業式を挙行。
    - 教育ニ関スル戦時非常措置方策により、修業年限の短縮が前倒しされ、1941年（昭和16年）以降に入学した生徒にも修業年限4年が適用されたため。

  - 4月1日 - 戦時教育令により、昭和20年度の授業が（1年間）停止される。後に戦況の更なる悪化で、無期限での授業停止が命じられる。ただし勤労動員は継続。
  - 9月 - 終戦により、教育二関スル戦時非常措置方策や戦時教育令等が廃止され、平時授業が再開されることになる。
- 1946年（昭和21年）4月1日 - 修業年限が5年に戻る（4年修了時点で卒業することもできた）。学制改革を1年後に控え、この時の入学生が旧制中学校最後の入学生となる。
- 1947年（昭和22年）4月1日 - 学制改革が行われる（旧制中学校1～3年を廃止し、新制中学校1～3年を設置）。
  - 旧制中学校の募集を停止。
  - 新制中学校を併設（以下:併設中学校）し、旧制中学校1・2年修了者を新制中学校2・3年生として収容。
  - 併設中学校は経過措置としてあくまで暫定的に設置されたため、新たに生徒募集は行われず、在校生が2・3年生のみの中学校であった。
  - 旧制中学校3・4年修了者はそのまま在籍し、4・5年生となった（4年修了時点で卒業することもできた）。
- 1948年（昭和23年）4月1日 - 学制改革が行われる（旧制中学校4・5年を廃止し、新制高等学校1～3年を設置）。
  - 旧制中学校が廃止され、新制高等学校「愛知県立明倫高等学校」（男子校）が発足。
    - 旧制中学校卒業生（5年修了者）を新制高校3年生、旧制中学校4年修了者を新制高校2年生、併設中学校卒業生（3年修了者）を新制高校1年生として収容。
    - 併設中学校は新制高校に継承され（名称:愛知県立明倫高等学校併設中学校）、在校生が1946年（昭和21年）に旧制中学校へ最後に入学した3年生のみとなる。

### 第一高等女学校・第一女子高等学校
- 1903年（明治36年）3月1日 - 「愛知県立高等女学校」が設置される。
- 1915年（大正4年）4月1日 - 県内に高等女学校が新設されたため、「愛知県立第一高等女学校」と改称。
- 1922年（大正11年）5月1日 - 「愛知県第一高等女学校」に改称（「立」が除かれる）。
- 1947年（昭和22年）4月1日 - 学制改革が行われる（高等女学校1～3年を廃止し、新制中学校1～3年を設置）。
  - 高等女学校の募集を停止。
  - 新制中学校を併設（以下:併設中学校）し、高等女学校1・2年修了者を新制中学校2・3年生として収容。
  - 併設中学校は経過措置としてあくまで暫定的に設置されたため、新たに生徒募集は行われず、在校生が2・3年生のみの中学校であった。
  - 高等女学校3・4年修了者はそのまま在籍し、4・5年生となった（4年修了時点で卒業することもできた）。
- 1948年（昭和23年）4月1日 - 学制改革が行われる（高等女学校4・5年を廃止し、新制高等学校1～3年を設置）。
  - 高等女学校が廃止され、新制高等学校「愛知県立第一女子高等学校」が発足。
    - 高等女学校卒業生（5年修了者）を新制高校3年生、高等女学校4年修了者を新制高校2年生、併設中学校卒業生（3年修了者）を新制高校1年生として収容。
    - 併設中学校は新制高校に継承され（名称:愛知県立第一女子高等学校併設中学校）、在校生が1946年（昭和21年）に高等女学校へ最後に入学した3年生のみとなる。

### 明和高等学校（男女共学）
- 1948年（昭和23年）10月1日 - 公立高校再編により、上記2校が統合され、「愛知県立明和高等学校」となる。男女共学を開始。
  - 旧・第一女子高校の校地・校舎（現在地）を継承。
  - 旧・明倫高校の校地には1952年（昭和27年）愛知県立愛知商業高等学校が移転し現在に至る[4]。
  - 明倫・一女の併設中学校も統合（名称:愛知県立明和高等学校併設中学校）。
- 1949年（昭和24年）
  - 3月31日 - 併設中学校が廃止される。
  - 4月1日 - 高校三原則（学区制・総合制・男女共学制）に基づく公立高校再編により、総合制高等学校となる。
    - 通常課程（普通課程・商業課程・家庭課程）、夜間課程（普通課程）を設置[5]。
- 1950年（昭和25年）4月1日 - 通常課程に音楽課程を新設。
- 1953年（昭和28年）4月1日 - 商業科の募集を停止（1955年（昭和30年）3月31日廃止）。
- 1954年（昭和29年）4月1日 - 家庭科の募集を停止（1956年（昭和31年）3月31日廃止）。
- 1956年（昭和31年）4月 - 名古屋市と尾張部一円が普通科の学区となる。
- 1973年（昭和48年）4月 - 学校群制度による1期生入学。中村高校と名古屋6群、松蔭高校と名古屋7群を組む。
- 1989年（平成元年）4月 - 複合選抜入試制度による1期生入学。普通科は尾張2群Aグループに、音楽科は専門学科Aグループに属する。
- 2011年（平成23年）4月 - SSH（スーパーサイエンスハイスクール）の指定を受ける。
- 2017年（平成29年）4月 - SSH（スーパーサイエンスハイスクール）第Ⅱ期の指定を受ける。
- 2019年（令和元年）11月6日 - 県教委が2020年度の定時制の1クラス増を発表（旭丘、瑞陵の定時制募集停止に伴う急減緩和措置による定員増） [6]。
- 2022年（令和4年）4月 - SSH（スーパーサイエンスハイスクール）第Ⅲ期の指定を受ける。[7]。
- 2025年（令和7年）4月 - 併設型中高一貫教育導入のため、附属中学校が開校した。これにより、名古屋市内に所在する公立高校で唯一の中高一貫校となった[8]。

## 学校行事（全日制課程）

### 明和祭
毎年、9月中旬に「体育祭」と「文化祭」がおこなわれる。2つをあわせて「明和祭」と称される。全学年とも夏休み前から準備に励む。体育祭は平日の一日をかけて、文化祭は土日も含めて3日間かけて行われる。企画・運営はすべて生徒主体で行われる。一部を除き一般公開されており、招待状などは必要ない。

#### 体育祭
1・2年によるマスゲームが行われる。また2m×2m×2mのオブジェの登場も大きな目玉である。各学年から1クラスずつ、計3クラスからなる組を1ブロックとし、9つのブロックに分かれ、各ブロックはブロックカラー（赤・橙・黄・青・紫・白・緑・黒・桃）をテーマに様々な競技で点数を競い合う。3年生はブロックのテーマを象徴するブロック旗を作る。

#### 文化祭
1・2年生はHR企画を、3年生は劇企画を披露することが慣習となっている。また有志活動として部活動などの模擬店運営もある。また平成18年度からは生徒会による学校紹介も行われている。

### クラスマッチ
6月と3月にそれぞれ2日間かけて行われる球技大会。各クラスごとにブロックカラー色のお揃いのクラスTシャツを着て競う。また、夏休みには卒業２年目の同窓生によって「ハタチマッチ」なるものが本校体育館にて伝統的に開催されている。

### 冬の公演
12月の全体集会の日の午後から行われる。主に文化部がステージ発表や展示発表を行う。生徒の参加は自由である。

## 部活動

### 全日制課程

#### 運動部
- 陸上競技部
- サッカー部
- 野球部
  - 旧制中学校時代の1921年（大正10年）に第7回全国中等学校優勝野球大会（夏の甲子園大会の前身）への出場経験がある。
- ラグビー部
  - 2012年（平成24年）に第14回全国高等学校選抜ラグビーフットボール大会に出場。
- バスケットボール部（男・女）
- バレーボール部（男・女）
- 硬式テニス部（男・女）
- ソフトテニス部（男・女）
- バドミントン部（男・女）
- ハンドボール部（男・女）
- 弓道部
- 剣道部
  - 2009年（平成21年）に第18回全国高等学校選抜大会に出場。
- トレッキング部
- 卓球部
- 水泳部

#### 文化部
- 吹奏楽部
- 合唱部
- 放送部
- 文藝部
- PM部
  - Popular Music
- 美術部
- 写真部
- 茶華道部
- 書道部
- 将棋部
- 英会話部
- SSH（スーパーサイエンススクール）部
  - 旧・理化部
  - 数学班
  - 物理・地学班
  - 化学班
  - 生物班
- 料理部
- 図書部
- 漫画研究部
- 演劇部
- ACM部

### 定時制課程

#### 運動部
- バスケットボール部
- 陸上部

#### 文化部
- 演劇部
- 合唱部

## 著名な出身者

### 政界
- 仲谷義明 - 元愛知県知事、自治省官僚
- 塚本三郎 - 衆議院議員（民社党）、元民社党中央執行委員長、勲一等旭日大綬章受章
- 水平豊彦 - 衆議院議員（自民党）
- 吉田萬次 - 参議院議員、一宮市長
- 長谷部広子- 参議院議員、教育者
- 伊藤太 - 春日井市長
- 鵜飼一郎 - 元春日井市長
- 久保田桂朗  - 岩倉市長

### 官僚・軍人
- 飯沼　守（陸士21期） - 陸軍中将、陸大31期、近衛歩兵第2聯隊長(歩兵大佐)、上海派遣軍参謀長(少将)、陸軍省人事局長、第110師団長(中将)、第96師団長
- 鈴木宗作（陸士24期） - 陸軍大将、歩兵第4連隊長（歩兵大佐）、中支那派遣軍参謀副長（少将）、支那派遣軍総参謀副長、参謀本部第3部長、第25軍参謀長（中将）、陸軍運輸部長兼船舶司令官、第35軍司令官（戦死後、大将に進級）
- 森下信衛（海兵45期） - 海軍少将、海大29期、太平洋戦争開戦時は軽巡洋艦「大井」艦長、その後軽巡洋艦「川内」、戦艦「榛名」、「大和」の各艦長を務め、第2艦隊参謀長として「大和」乗艦し坊ノ岬沖海戦から生還した。）
- 高木作之（陸士45期） - 陸軍中佐、陸大53期首席、太平洋戦争開戦時は参謀本部作戦課員、第5飛行師団参謀、第4航空軍参謀、大本営陸軍参謀、第1航空軍参謀、戦後は航空自衛隊防衛部長などを歴任、空将。
- 堀　栄三（陸士46期） - 陸軍少佐、陸大56期、大本営陸軍部第2部第6課（米国班）参謀、第14方面軍参謀、陸軍省軍務局課員、戦後は陸上幕僚監部第2部国外班長、駐西ドイツ大使館防衛駐在官、統合幕僚会議第2室長（陸将補）
- 小林史武 - 参議院事務総長

### 財界
- 豊田喜一郎 - トヨタ自動車創業者
- 岩沙弘道 - 三井不動産会長、日本経団連副会長
- 水野耕太郎 - 元東邦ガス代表取締役会長
- 小川進 - 元東邦ガス取締役社長
- 深谷紘一 - デンソー会長
- 加藤隆一 - 元東海銀行（現三菱UFJ銀行）頭取・会長、元名古屋商工会議所会頭
- 岩中祥史 - エディットハウス代表取締役。「大ナゴヤ元気会」事務局長
- 市橋保彦 - 日野自動車代表取締役会長
- 福島良典 - グノシー創業者、代表取締役CEO
- 三輪尚治 - 名港海運株式会社社長
- 内藤明人 -元リンナイ株式会社社長、元名古屋商工会議所副会頭

### 学者
- 大橋洋一 - 東京大学名誉教授、元日本英文学会会長
- 重田園江 - 明治大学政治経済学部教授
- 小林誠 - 高エネルギー加速器研究機構名誉教授、2008年度ノーベル物理学賞受賞
- 加藤延夫- 第10代名古屋大学総長
- 山桝忠恕 - 慶應義塾大学教授
- 鈴村興太郎 - 一橋大学名誉教授、元日本学術会議副会長、元日本経済学会会長、日本学士院会員、文化功労者
- 徳田恵一 - 名古屋工業大学教授、紫綬褒章
- 安田亨 - 駿台予備学校数学科講師、「大学への数学」執筆者
- 蛭川幸茂 - 松本高等学校 (旧制)、愛知学院大学、名古屋大学教授
- 塩見美喜子 - 東京大学教授、猿橋賞
- 水谷研治 - 経済評論家、元東海総研代表取締役、中京大学名誉教授（戦後の学区制により名古屋西高校へ転校）
- 高取正男 - 京都女子大学教授
- 西田篤弘 - 元宇宙科学研究所所長
- 福和伸夫 - 名古屋大学名誉教授、元日本地震工学会会長
- 栗田元次 - 旧制第八高等学校（名古屋大学の前身）校長、名古屋大学教授

### 法曹
- 高井伸夫 - 高井伸夫法律事務所代表
- 宮川光治 - 最高裁判所判事

### 文芸
- 横山まさみち - 漫画家
- 福永令三 - 童話作家
- 三木澄子 - 児童文学作家
- 荒川稔久 - 脚本家
- 浅野有生子（木庭有生子） - 脚本家、放送作家
- 永瀬清子 - 詩人
- 稲田豊史 - ライター、編集者
- 永川成基 - 脚本家、漫画原作者、ゲームシナリオライター
- 鈴木加成太 - 歌人

### マスコミ・芸能
- 八木康夫 - TBSプロデューサー、TBSテレビ取締役
- 柴田秀利 - ジャーナリスト、日本テレビ放送網専務取締役
- 村瀬寛美 - メ～テレアナウンサー
- 浅野光成 - NHKアナウンサー
- 三輪誠司 - NHK解説委員
- 半谷進彦 - NHKアナウンサー
- 立川かしめ - 落語家
- 山吹ひばり - 宝塚歌劇団宙組娘役

### 音楽
- 渡辺宙明 - 作曲家、渡辺商事社長、東映アニメーション研究所講師
- 倉橋ヨエコ - シンガー
- 松尾葉子 - 指揮者
- 川上ミネ - ピアニスト
- 田村響 - ピアニスト
- 中川真耶加 - ピアニスト
- 近藤由貴 - ピアニスト
- 亀井聖矢（高校2年まで） - ピアニスト

### スポーツ
- 村岡美枝 - 陸上女子短距離選手。1932年ロサンゼルスオリンピック出場

### 皇族
- 章憲王 - 旧皇族、賀陽宮家（途中転学）

### その他
- 長澤奏喜 - 登山家

## 交通アクセス
- 名鉄瀬戸線 東大手駅下車、徒歩で約30秒。
- 名古屋市営地下鉄名城線 名古屋城駅下車、徒歩で約8分。
- 基幹バス （名古屋市営バス・名鉄バス）「清水口」バス停下車、徒歩で約6分。
- 基幹バス （名古屋市営バス・名鉄バス）「市役所」バス停下車、徒歩で約5分。
- 名古屋市営バス「明和高校前」バス停下車、徒歩で約1分。